# Гюнтер Дангшат
Гюнтер Дангшат (нім. Günther Dangschat; 8 липня 1915, Кранц — 20 листопада 1942, Атлантичний океан) — німецький офіцер-підводник, капітан-лейтенант крігсмаріне.

## Біографія
5 квітня 1935 року вступив на флот. З 3 квітня по 19 листопада 1939 року служив в Дунайській флотилії. З квітня 1940 року — командир корабля 6-ї флотилії мінних тральщиків. З 27 січня по 29 червня 1941 року пройшов курс підводника. З 1 липня 1941 року — 1-й вахтовий офіцер на підводному човні U-38, на якому взяв участь у двох походах. З 29 грудня 1941 по 10 лютого 1942 року пройшов курс командира човна.
В березні 1942 року направлений на будівництво U-184. З 29 травня 1942 року — командир U-184. 9 листопада 1942 року вийшов у свій перший і останній похід. 17 листопада потопив британський торговий пароплав Widestone водотоннажністю 3192 тонни, який перевозив 3400 тонн вугілля; всі 42 члени екіпажу загинули. 21 листопада U-184 і всі 50 членів екіпажу зникли безвісти східніше Ньюфаундленда.

## Звання
- Кандидат в офіцери (5 квітня 1935)
- Морський кадет (25 вересня 1935)
- Фенріх-цур-зее (1 липня 1936)
- Оберфенріх-цур-зее (1 січня 1938)
- Лейтенант-цур-зее (1 квітня 1938)
- Оберлейтенант-цур-зее (1 жовтня 1939)
- Капітан-лейтенант (1 жовтня 1942)

## Нагороди
- Медаль «За вислугу років у Вермахті» 4-го класу (4 роки)
- Іспанський хрест в бронзі (6 червня 1939)
- Нагрудний знак мінних тральщиків (1940)
- Залізний хрест 2-го класу (1941)
- Нагрудний знак підводника (22 листопада 1941)